# 万年春
万年春（学名：Libanotis wannienchum）为伞形科岩风属的植物，为中国的特有植物。分布在中国大陆的甘肃等地，生长于海拔1,200米至1,400米的地区，多生在干旱山坡草地，目前尚未由人工引种栽培。